# Край морето
„Край морето“ (на английски: By the Sea) е щатска романтична драма от 2015 г., с участието на Брад Пит и Анджелина Джоли, които са продуценти на филма, а режисьор и сценарист на филма е самата Джоли. Филмът заснет през август 2014 г. по време на медения месец на Пит и Джоли в Гозо, Малта, и е пуснат от Юнивърсъл Пикчърс на 13 ноември 2015 г.

## Актьорски състав
| Актьор          | Роля    |
| --------------- | ------- |
| Брад Пит        | Роланд  |
| Анджелина Джоли | Ванеса  |
| Мелани Лоран    | Лия     |
| Нилс Ареструп   | Мишел   |
| Мелвил Пуло     | Франсоа |
| Ришар Боренже   | Патрик  |

## В България
В България филмът е излъчен премиерно на 19 ноември 2018 г. по „Би Ти Ви Синема“ в понеделник от 21:00 ч. Дублажът е записан в студио „Медиа Линк“. Екипът се състои от:
| Озвучаващи артисти | Христина Ибришимова Татяна Захова Васил Бинев Александър Воронов Виктор Танев |
| Преводач           | Яна Янева                                                                     |